# Swietenia humilis
Il mogano messicano o mogano dell'Honduras (Swietenia humilis Zucc., 1837) è una pianta d'alto fusto della famiglia delle Meliacee, diffusa nella foresta equatoriale di Belize, Costa Rica, El Salvador, Guatemala, Honduras, Messico, Nicaragua e Panama. È importante per quanto riguarda la produzione del legno.